# Ministr vnitřní bezpečnosti Spojených států amerických
Ministr vnitřní bezpečnosti je hlavou ministerstva vnitřní bezpečnosti Spojených států amerických.

## Nástupnictví na úřad prezidenta
Ministerstvo vnitřní bezpečnosti bylo vytvořeno zatím jako poslední ministerstvo ve federální vládě a tím se tak jeho ministr stal posledním v linii nástupnictví na úřad prezidenta Spojených států amerických.

## Seznam ministrů vnitřní bezpečnosti
| P. | Fotografie          | Jméno                                  | Funkční období                       | Politická strana | Domovský stát        | Prezident      |
| -- | ------------------- | -------------------------------------- | ------------------------------------ | ---------------- | -------------------- | -------------- |
| 1. | Tom Ridge           | Tom Ridge (* 1945)                     | 24. ledna 2003 – 1. února 2005       | Republikánská    | Pensylvánie          | George W. Bush |
| –  | James M. Loy        | James Loy (* 1942) (zastupující)       | 1. února 2005 – 15. února 2005       | nezávislý        | Pensylvánie          | George W. Bush |
| 2. | Michael Chertoff    | Michael Chertoff (* 1953)              | 15. února 2005 – 21. ledna 2009      | Republikánská    | New Jersey           | George W. Bush |
| 3. | Janet Napolitano    | Janet Napolitanová (* 1957)            | 21. ledna 2009 – 6. září 2013        | Demokratická     | Arizona              | Barack Obama   |
| –  | Rand Beers          | Rand Beers (* 1942) (zastupující)      | 6. září 2013 – 16. prosince 2013     | Demokratická     | Kolumbijský distrikt | Barack Obama   |
| 4. | Jeh Johnson         | Jeh Johnson (* 1957)                   | 23. prosince 2013 – 20. ledna 2017   | Demokratická     | New Jersey           | Barack Obama   |
| 5. | John Kelly          | John Kelly (* 1950)                    | 20. ledna 2017 – 31. července 2017   | nezávislý        | Massachusetts        | Donald Trump   |
| –  | Elaine Duke         | Elaine Dukeová (* 1958) (zastupující)  | 31. července 2017 – 6. prosince 2017 | nezávislá        | Ohio                 | Donald Trump   |
| 6. | Kirstien Nielsenová | Kirstjen Nielsenová (* 1972)           | 6. prosince 2017 – 10. dubna 2019    | Republikánská    | Florida              | Donald Trump   |
| –  | Kevin McAleenan     | Kevin McAleenan (* 1971) (zastupující) | 11. dubna 2019 – 13. listopadu 2019  | nestraník        | Havaj                | Donald Trump   |
| –  | Chad Wolf           | Chad Wolf (* 1976) (zastupující)       | 13. listopadu 2019 – 11. ledna 2021  | Republikánská    | Virginie             | Donald Trump   |
| –  |                     | Peter Gaynor (* 1968) (zastupující)    | 12. ledna 2021 – 20. ledna 2021      | nestraník        | New Jersey           | Donald Trump   |
| –  |                     | David Pekoske (* 1955) (zastupující)   | 20. ledna 2021 – 2. února 2021       | nestraník        | Connecticut          | Joe Biden      |
| 7. | Alejandro Mayorkas  | Alejandro Mayorkas (* 1959)            | 2. února 2021 – 20. ledna 2025       | Demokratická     | Kolumbijský distrikt | Joe Biden      |
| –  |                     | Benjamine Huffman (zastupující)        | 20. ledna 2025 – 25. ledna 2025      | Republikánská    |                      | Donald Trump   |
| 8. | Kristi Noemová      | Kristi Noemová (* 1971)                | 25. ledna 2025 – úřadující           | Republikánská    | Jižní Dakota         | Donald Trump   |